# Zeldia punctatus
Zeldia punctatus är en rundmaskart. Zeldia punctatus ingår i släktet Zeldia och familjen Cephalobidae. Inga underarter finns listade i Catalogue of Life.